# Udo de Neustrie
Oudo était un noble carolingien installé en Francie orientale. Il était fils de Gebhard († après 879), comte de Lahngau, et probablement d'une sœur d'Ernest, comte dans le Nordgau.
Avec ses frères Bérenger et l'abbé Waldo, il prit part en 861 à la révolte de Carloman contre son père, mais les conjurés furent vaincus, et les frères durent s'enfuir avec Adalard le Sénéchal en Francie Occidentale, à la cour du roi Charles le Chauve. Celui-ci leur confia alors la marche de Neustrie pour la défendre contre les Normands, centrée sur Le Mans et sa région. Mais cette faveur suscita la jalousie des Rorgonides, puissamment implantés dans le Maine, qui se révoltèrent et se rallièrent à Salomon de Bretagne. Afin de ramener la paix, Charles le Chauve retira la marche de Neustrie à Alard et ses cousins pour le donner au rorgonide Gauzfrid.
Une charte de 879, mentionnant les différentes étapes de la fondation de la collégiale de Gemünden, le signale comme ayant regagné la Francie Orientale après 865, et plus probablement vers 876, après la mort de Louis le germanique et le partage de son royaume entre ses fils, parmi lesquels se trouvait le roi Carloman.

## Union et descendance
Avec Judith, sœur de Conrad II de Bourgogne, il a les enfants suivants : 
- Conrad († 906), comte en Lahngau, duc de Thuringe ;
- Eberhard († 902/903), comte en Niederlahngau, et Ortenau ;
- Gebhard de Lotharingie († 910), comte en Wetterau et Rheingau, duc de Lotharingie ;
- Rudolph († 908), évêque de Wurztbourg.

## Source
- Hubert Guillotel, « Une autre marche de Neustrie », dans Onomastique et Parenté dans l'Occident médiéval, Oxford, Linacre College, Unit for Prosopographical Research, coll. « Prosopographica et Genealogica / 3 », 2000, 310 p. (ISBN 1-900934-01-9), p. 7-13.